# Zasłonak biały

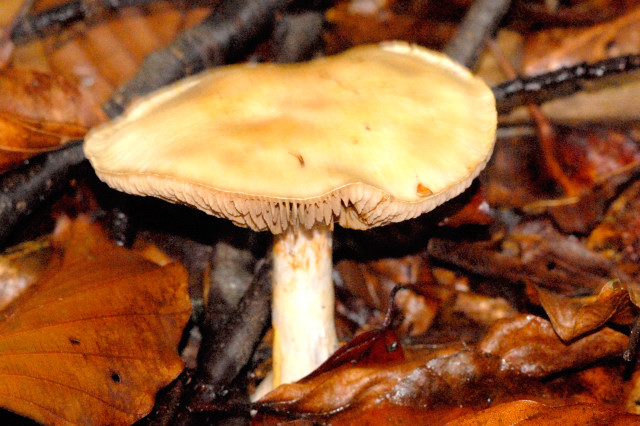

Zasłonak biały, zasłonak szlklisty (Thaxterogaster eburneus (Velen.) Niskanen & Liimat.) – gatunek grzybów należący do rodziny zasłonakowatych (Cortinariaceae).

## Systematyka i nazewnictwo
Pozycja w klasyfikacji według Index Fungorum: Thaxterogaster, Cortinariaceae, Agaricales, Agaricomycetidae, Agaricomycetes, Agaricomycotina, Basidiomycota, Fungi.
Po raz pierwszy zdiagnozował go Josef Velenovský w 1920 r., nadając mu nazwę Phlegmacium eburneum. W 2022 r. Tuula Niskanen i Kare Liimatainen przenieśli go do rodzaju Thaxterogaster.
Synonimy:
- Cortinarius eburneus (Velen.) Rob. Henry 1958
- Cortinarius eburneus (Velen.) Rob. Henry 1958
- Myxacium eburneum (Velen.) M.M. Moser 1957
- Phlegmacium eburneum Velen. 1920[2].

Obydwie polskie nazwy nadał Andrzej Nespiak w 1975 r. Władysław Wojewoda w 2003 r. zaproponował używanie nazwy zasłonak biały Obydwie są niespójne z aktualną nazwą naukową.

## Występowanie i siedlisko
Znane jest występowanie tego gatunku głównie w Europie, poza tym podano jego pojedyncze stanowiska w Ameryce Północnej i Azji. W. Wojewoda w 2003 r. przytoczył tylko dwa stanowiska w Polsce i zaproponował umieszczenie go na czerwonej liście gatunków zagrożonych w kategorii I – gatunki o nieokreślonym zagrożeniu.
Naziemny grzyb mykoryzowy. Występuje w lasach liściastych, zwłaszcza pod brzozami, grabami i topolą osiką.

## Morfologia
Kapelusz
Średnica 3,5–6 cm, początkowo półkulista lub dzwonkowata, potem łukowata, w końcu płaska, zazwyczaj z tępym garbkiem. Brzeg ostry, początkowo gładki, potem pofalowany. Powierzchnia gładka, matowa lub jedwabiście błyszcząca. Jest higrofaniczny; podczas wilgotnej pogody nieco lepki, o barwie od ochrowej do czerwonobrązowej, podczas suchej ochrowożółty.
Blaszki
Szerokie i szeroko przyrośnięte, w młodych okazach kremowe, potem od zarodników nabierają barwy pomarańczowobrązowej. Ostrza gładkie lub nieco pofalowane.
Trzon
Wysokość 4–7 cm, grubość 0,7–1 cm, walcowaty lub nieco pałkowaty, sprężysty, początkowo pełny, potem pusty. Powierzchnia początkowo biała, potem ochrowa. W stanie wilgotnym jest nieco lepka.
Miąższ
Cienki, o barwie od kremowej do jasnoochrowej, o niekreślonym zapachu. Skórka kapelusza jest bardzo gorzka.
Cechy mikroskopowe
Zarodniki elipsoidalne z lekko brodawkowatymi ścianami, pod mikroskopem żółtawe.

## Gatunki podobne
Thaxterogaster causticus ma przy brzegu również białawy kapelusz, ale poza tym jest pomarańczowo brązowy, ma biały trzon i rośnie pod świerkami.